# Ghostery
Ghostery es una extensión de navegador relacionada con la privacidad y la seguridad y una aplicación de navegador móvil. Desde febrero de 2017, es propiedad de la empresa alemana Cliqz GmbH (anteriormente propiedad de Evidon, Inc., que anteriormente se llamaba Ghostery, Inc. y The Better Advertising Project). Se distribuye como freeware propietario. El código fue desarrollado originalmente por David Cancel y asociados.
Ghostery permite a sus usuarios detectar y controlar fácilmente las «etiquetas» y los «rastreadores» de JavaScript. Los errores y balizas web de JavaScript están integrados en muchas páginas web, en gran medida invisibles para el usuario, lo que permite recopilar los hábitos de navegación del usuario a través de cookies HTTP, así como participar en formas de seguimiento más sofisticadas, como la huella dactilar del lienzo.
A partir de 2017, Ghostery está disponible para Mozilla Firefox, Google Chrome, Internet Explorer, Microsoft Edge, Opera, Safari, iOS, Android y Firefox para Android.
Además, el equipo de privacidad de Ghostery crea perfiles de elementos de página y empresas con fines educativos.
Desde marzo de 2018 los desarrolladores de Ghostery pusieron a disposición el código fuente de sus productos en GitHub.

## Funcionamiento

### Bloqueo
Ghostery bloquea las peticiones HTTP y las redirige según su dirección de origen de varias maneras:
1. Bloqueo de scripts de seguimiento de terceros que son utilizados por los sitios web para recopilar datos sobre el comportamiento de los usuarios con fines publicitarios, de marketing, de optimización del sitio y de seguridad. Estos scripts, también conocidos como «etiquetas» o «rastreadores», son la tecnología subyacente que coloca las cookies de rastreo en los navegadores de los consumidores.
2. Actualización continua de una "biblioteca de scripts" que identifica cuando se encuentran nuevos scripts de seguimiento en Internet y los bloquea automáticamente.
3. Creación de "listas blancas" de sitios web en los que el bloqueo de scripts de terceros está desactivado y otras funciones avanzadas para que los usuarios puedan configurar y personalizar su experiencia.

Cuando se bloquea un rastreador, cualquier cookie que el rastreador haya colocado no es accesible a nadie más que al usuario, y por lo tanto, no puede leerse cuando se le llama.

### Informes
Ghostery informa de todos los paquetes de rastreo detectados, y si Ghostery los ha bloqueado o no, en una "ventana de resultados" accesible haciendo clic en el icono de Ghostery en el navegador. Cuando está configurado, Ghostery también muestra la lista de rastreadores presentes en la página en un cuadro de superposición temporal púrpura.